# مزرعه محسن‌آباد
مزرعه محسن‌آباد یک منطقهٔ مسکونی در ایران است که در دهستان راهجرد شرقی واقع شده‌است.